# Stadscentrum (Doetinchem)
Stadscentrum of Centrum is de centrale wijk van Doetinchem, de grootste plaats in de Gelderse Achterhoek. Aan de zuidzijde van deze wijk ligt de rivier de Oude IJssel. Via drie bruggen is Stadscentrum verbonden met Doetinchem-Zuid en Doetinchem-West.
In deze wijk zijn de voor een stadscentrum gebruikelijke voorzieningen gelegen als winkels (met veelal een regionale functie), diverse horecavoorzieningen, diverse culturele voorzieningen, etc.
Centrum (7001) · Overstegen (7002) · Schöneveld & Muziekbuurt (7003) · Oosseld (7004) · Verheusweiden (7005) · De Huet, Het Weerdje (7006) · Dichteren, De Hoop en Wijnbergen (7007) · Heelweg en Keppelseweg (7008) ·
Bezelhorst en IJkenberg (Noord) (7009) · Gaanderen (7011) · Wehl (7030, 7031)